# 캐나다 국립은행
캐나다 국립은행(영어: National Bank of Canada, 프랑스어: Banque Nationale du Canada)은 캐나다에서 6번째로 큰 상업은행으로, 본사는 몬트리올에 있다.

## 개요
캐나다 국립은행은 캐나다 대부분의 주에 지점을 두고 있으며, 240만 명의 개인 고객을 보유하고 있다. 또한 퀘벡에서 가장 큰 은행이자, 데자르댕에 이어 퀘벡에서 두 번째로 큰 금융기관으로서 그 위상이 높다.
2019년 10월 31일 기준, 캐나다에 422개의 지점과 939대의 현금 자동 입출금기(ATM)를 보유하고 있다. 사업 지역은 퀘벡주를 중심으로 점점 더 확장되어 가고 있다. 2017년 10월 31일 기준, 총 매출의 59%는 퀘벡에서, 30%는 기타 지역에서, 11%는 해외 사업으로부터 나왔다. 연간 총매출의 수익원은 다음과 같다.
- 개인 및 기업 금융 부문 - 44.8%,
- 자산 관리 부문 - 23.5%,
- 금융 시장 부문 - 23.8%,
- 미국 특수 금융 및 국제 부문 - 7.9%.